# Kuzören, Günyüzü
Kuzören là một xã thuộc huyện Günyüzü, tỉnh Eskişehir, Thổ Nhĩ Kỳ. Dân số thời điểm năm 2011 là 85 người.